# كريس جوردن (كاتب)
كريس جوردن (بالإنجليزية: Chris Jordan)‏ هو صحفي وفنان وكاتب ومصور أمريكي، ولد في 1963 في سان فرانسيسكو في الولايات المتحدة.

## وصلات خارجية
- الموقع الرسمي
- كريس جوردن على موقع IMDb (الإنجليزية)
- كريس جوردن على موقع ديسكوغز (الإنجليزية)